# Маринов, Христо
Христо Диянов Маринов (болг. Христо Диянов Маринов; 14 марта 1987, Стара-Загора, Болгария) — болгарский борец греко-римского стиля, чемпион мира и Европы, участник Олимпийских игр.

## Карьера
Борьбой занимается с 2000 года. Первый тренер: Димо Бараков, личный тренер Стоян Добрев, с 2013 года тренировался у Армена Назаряна. Выступал за клубы: «Пештострой» (Стара-Загора), «Славия-Литекс», СШ (Ловеч) и «Минор» (Перник).

7 сентября 2010 года в Москве, победив в финале Пабло Шори из Кубы, стал чемпионом мира. В начале апреля 2011 года, победив в финале Дамиана Яниковского из Польши, стал бронзовым призёром чемпионата Европы в немецком Дортмунде. 11 марта 2012 года в Белграде, одолев в финале Дамиана Яниковского , стал чемпионом Европы. В начале мая 2012 года в Финляндии на 2-й мировом олимпийском квалификационном турнире ему удалось добыть лицензию. 6 августа 2012 года в Лондоне на Олимпийских играх в 1/8 финала уступил Даниялу Гаджиеву из Казахстана и занял предпоследнее 19 место. По итогам 2012 года был одним из кандидатов на звание спортсмена года в Болгарии.
 
В апреле 2017 года в городе Русе был избран президентом Федерации борьбы Болгарии, предыдущий президент Валентин Йорданов, который возглавлял федерацию с 1998 года перед голосованием снял свою кандидатуру. В марте 2025 года в городе Варна сложил полномочия президента, новым руководителем Федерации борьбы впервые в истории Болгарии стала женщина — Станка Златева.